# Lizard
Lizard este al treilea album al formației britanice King Crimson, lansat în 1970. A fost a doua înregistrare într-o componență de tranziție a formației care nu a avut ocazia să cânte live, după In The Wake of Poseidon. Este singurul album pe care vocalistul/basistul Gordon Haskell și bateristul Andy McCulloch se vor regăsi ca membri oficiali ai formației.

## Lista pieselor
1. "Cirkus" (6:27)
2. "Indoor Games" (5:37)
3. "Happy Family" (4:22)
4. "Lady of The Dancing Water" (2:47)
5. "Lizard" (23:15)

Toate cântecele au fost scrise de Robert Fripp și Peter Sinfield.

## Componență
- Robert Fripp - chitară, mellotron, claviaturi electrice
- Gordon Haskell - chitară bas, voce
- Mel Collins - saxofon, flaut
- Andy McCulloch - baterie
- Peter Sinfield - versuri, VCS3, imagini